# 8. Marineflakregiment
Het 8. Marineflakregiment was een Duitse militaire eenheid in de Tweede Wereldoorlog. De eenheid werd in maart 1940 opgericht. Tijdens haar gehele bestaan was de eenheid gestationeerd op Sylt, waar het voornamelijk belast werd met de bescherming van de haven tegen luchtaanvallen. In april 1943 werd de eenheid na ruim drie jaar dienst opgeheven.
Het 8. Marineflakregiment was onderdeel van de Abschnitt Sylt, dat weer onder de Küstenbefehlshaber Nordfriesland viel.

## Commandanten
- Konteradmiral z.V. Ernst Schumacher (maart 1940 - 22 juni 1941)
- Fregattenkapitän M.A. der Reserve Eduard Erfling (23 juni 1941 - maart 1943)
- Kapitän zur See Hermann Menzel (maart 1943 - april 1943)

## Samenstelling
- Marineflakabteilung 204
- Marineflakabteilung 234
- Marineflakabteilung 264